# Ash-Shams
Ash-Shams “O Sol” (do árabe: الشمس) é a nonagésima primeira sura do Alcorão e tem 15 ayats.